# Gannex

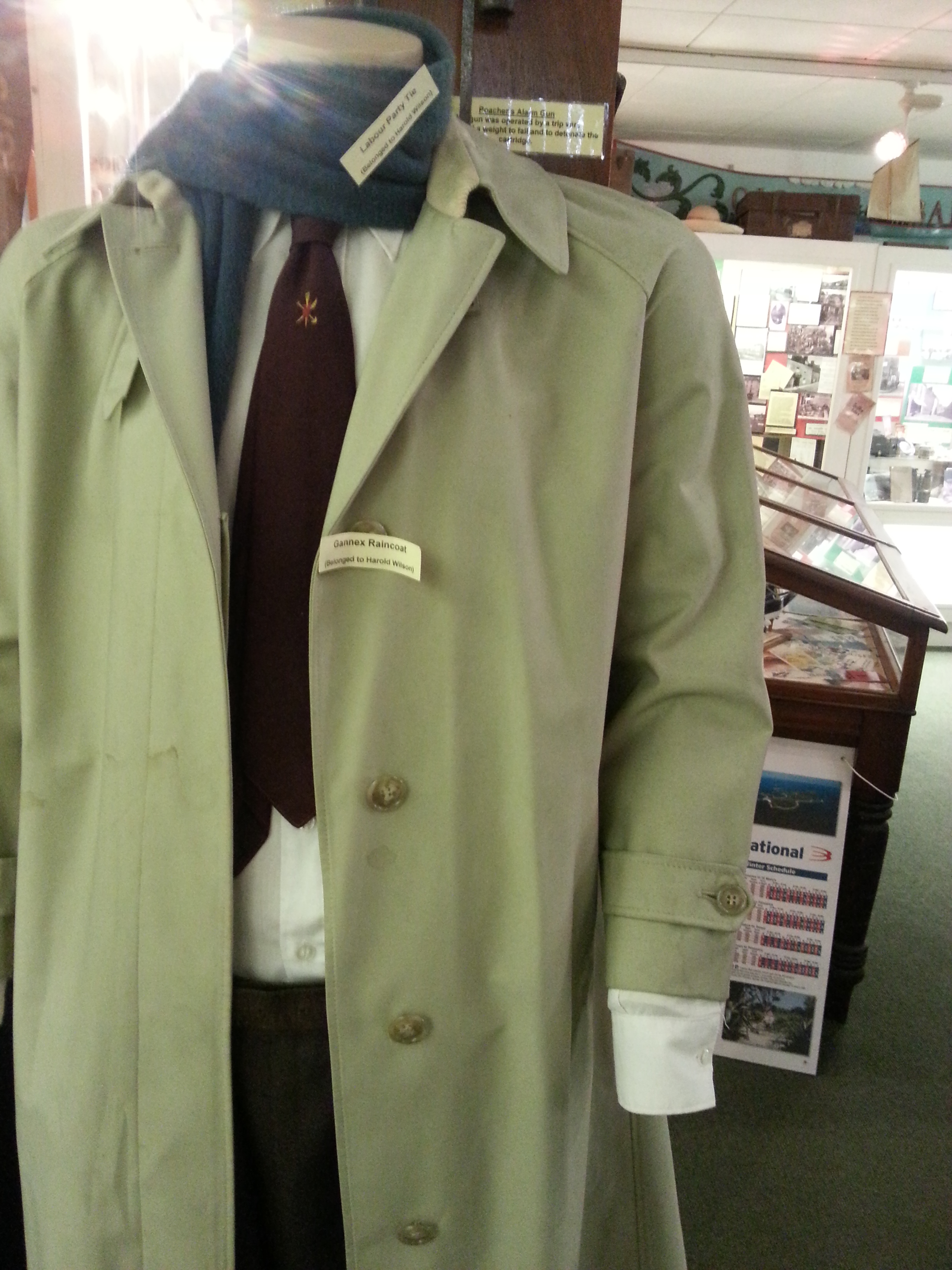
Harold Wilsons regnrock förevisad på Scillyöarnas museum 2014

Gannex är ett vattentätt tyg som består av ett yttre lager av nylon och ett inre lager av ull med luft mellan dem. Den instängda luften finns i fickor som bildas genom sammansmältning ("punktsvetsning") av de två lagren med jämna mellanrum. Det uppfanns 1951 av Joseph Kagan, en brittisk industriman och grundare av Kagan Textiles Ltd. i Elland, som tillverkade regnrockar. Företaget är nu nedlagt. Kvarnen som företaget huserade i revs 2010. Regnrockarna bars av en rad kända personer, som premiärministern Harold Wilson.

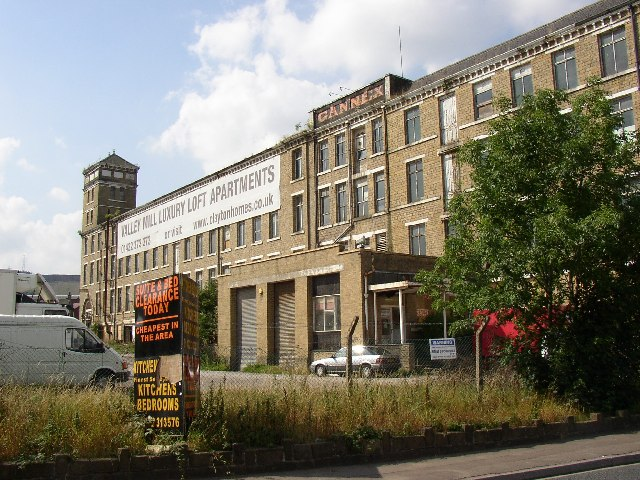
Gannex Mills i Elland, West Yorkshire